# Islands of Me
"Islands of Me" é uma canção da cantora e compositora canadense Nelly Furtado lançada em 12 de setembro de 2016. Foi incluída como faixa bônus em uma versão exclusiva, lançada somente em LP de seu sétimo álbum The Ride (2017).

## Composição
"Islands of Me" foi escrita por Furtado e co-escrita e produzida por John Congleton.

## Recepção da Crítica
MichelVMusic do portal A Bit Of Pop Music deu uma crítica mista a canção dizendo que "não parece a faixa que a trará de volta às paradas (ou aos olhos do público), que é ótimo ouvir seus vocais distintos novamente e liricamente é bem interessante, mas em termos de produção é decepcionante para dizer o mínimo, que soa barato e minimalista, o que não deveria ser o caso quando você trabalha com pessoas como Dev Hynes. Completou dizendo que "a música até tem algumas melodias legais escondidas nela, mas tudo o que se destaca é a repetição interminável da parte ‘islands of me me me’ e que isso simplesmente não funcionará como um retorno da mulher que nos trouxe clássicos como Say It Right, Try, Maneater e Powerless (Say What You Want)".

## Lista de faixas
| Download Digital |                 |         |  |
| N.º              | Título          | Duração |  |
| 1.               | "Islands Of Me" | 3:42    |  |

## Histórico de lançamento
| Região | Data                   | Formato                     | Gravadora |
| ------ | ---------------------- | --------------------------- | --------- |
| Várias | 12 de Setembro de 2016 | Download digital, streaming | Nelstar   |